# West Line (Misuri)
West Line es una villa ubicada en el condado de Cass en el estado estadounidense de Misuri. En el Censo de 2010 tenía una población de 97 habitantes y una densidad poblacional de 82,49 personas por km².

## Geografía
West Line se encuentra ubicada en las coordenadas 38°38′9″N 94°35′13″O / 38.63583, -94.58694. Según la Oficina del Censo de los Estados Unidos, West Line tiene una superficie total de 1.18 km², de la cual 1.18 km² corresponden a tierra firme y (0%) 0 km² es agua.

## Demografía
Según el censo de 2010, había 97 personas residiendo en West Line. La densidad de población era de 82,49 hab./km². De los 97 habitantes, West Line estaba compuesto por el 98.97% blancos, el 0% eran afroamericanos, el 0% eran amerindios, el 0% eran asiáticos, el 0% eran isleños del Pacífico, el 0% eran de otras razas y el 1.03% pertenecían a dos o más razas. Del total de la población el 2.06% eran hispanos o latinos de cualquier raza.